# Паласуэлос, Педро
Педро Антонио Паласуэлос-и-Астабуруага (исп. Pedro Antonio Palazuelos y Astaburuaga; 26 января 1800, Сантьяго — 26 декабря 1851, Сантьяго) — чилийский политик и общественный деятель. Двоюродный брат Диего Порталеса Паласуэлоса.
Изучал философию и теологию в Университете Святого Филиппа, в 1818 г. получил степень бакалавра права, в 1819 г. — степень доктора богословия, в 1820 г. — звание адвоката.
В 1824—1829 гг. был депутатом Национального конгресса. В 1828 г. в качестве секретаря сопровождал Хосе Игнасио Сьенфуэгоса в Рим, где тот получил от папы Льва XII чин епископа. Затем отправился с дипломатической миссией в Нидерланды, некоторое время занимал должность генерального консула Чили в Париже, при возвращении доставил президенту Хоакину Прието письмо от Сан-Мартина.
В 1840 и 1843 гг. вновь избирался в парламент, где работал в первую очередь в комиссии по образованию и благотворительности. Преподавал в университете на факультете теологии.
Наиболее известен как инициатор создания в Чили Национальной консерватории и других учебных заведений в сфере искусства.